# Постарайся остаться живым
«Постарайся остаться живым» — советский военный художественный фильм Геннадия Иванова по повести Александра Беляева «Приказано сохранить».

## Сюжет
Литва, 1944 год. Партизаны решают взорвать мост, по которому немцы подвозят боеприпасы, продовольствие и технику.
В то же время советское командование готовит стратегическое наступление войск, в котором мост должен сыграть важнейшую роль.
Гвардии лейтенанту Фомичёву и его группе разведчиков необходимо выполнить сложную и очень важную задачу, поставленную генералом Архиповым: захватить, а главное удержать железнодорожный мост до прихода главных сил Красной армии.
Группу Фомичёва забрасывают с самолёта в тыл немцам, где необходимо выполнить задание. Самолёт не долетает до места, его атакует немецкий самолёт. Группа приземляется в 20 км от моста, и каждый разведчик самостоятельно добирается до места по карте. Командование не знает, что произошло. И всё же группа сообщает, что всё в порядке.
Задание дано весьма сложное: немцы очень хорошо охраняют этот объект, ко всему прочему он заминирован, что даёт немцам возможность взорвать его при первой же опасности.
В фильме показано, как советские разведчики выполнили данное задание, смогли захватить, разминировать и удержать мост до прихода основных сил Красной армии и как литовские партизаны помогали советским разведчикам освобождать их землю от немецких захватчиков.

## В ролях
- Евгений Меньшов — Фомичёв
- Илона Бальсите — Алдона
- Здислав Стомма — дядя Алдоны
- Пётр Глебов — генерал Архипов
- Юрий Горобец — генерал Мельников
- Анатолий Скорякин — Борисов
- Виктор Жиганов — Синицын
- Сергей Волкош — Базелевич
- Юрий Михеенков — Дзюба
- Игорь Тарадайкин — Еремеев
- Аршак Оганян — Ашот Саркисян
- Арунас Сабонайтис — Валдис Пармялис
- Юрий Маляров — Галиев
- Виктор Владиславлев — Корольков
- Владимир Аникин — Пахомов
- Дмитрий Гурко-Антонов — Шариков
- Стасис Пятронайтис — Буконтас
- Альгирдас Паулавичюс — Карчаускас
- Роландас Буткявичюс — Юргис
- Ромуалдас Урвинис — Альбертас
- Андрис Лиелайс — Леонас
- Артём Карапетян — читает закадровый перевод

## Съёмочная группа
- Режиссёр: Геннадий Иванов
- Сценарий: Александр Павлович Беляев
- Оператор: Александр Рыбин, Михаил Роговой
- Композитор: Леонид Афанасьев